# Homosexualita

Symboly pro ženskou (vlevo) a mužskou (vpravo) homosexualitu

Duhová vlajka je symbolem homosexuálního (též LGBT) hnutí

Homosexualita (z řeckého homós stejný a latinského sexus, pohlaví) v nejširším pojetí označuje princip vazby osob/tvorů/prvků vykazujících totožnou charakteristiku pohlavnosti (stejné pohlaví). V užším a v odborném diskurzu obvyklém pojetí jde o sexuální orientaci především nebo výhradně na osoby stejného pohlaví. Používají se pro ni také označení homosexuální orientace, homosexuální preference, homosexuální zaměření, homosexuální založení a další. Nositel mužské homosexuality (náklonnosti muže k muži) je označován jako gay, nositelka ženské homosexuality (náklonnosti ženy k ženě) je označována jako lesba. Než se ustálil termín homosexualita, byla označována též například jako uranismus (Ulrichs, 1864), psychický hermafroditismus (v pojetí Ellise), inverze (u Freuda nebo Chevaliera), psalo se o kontrárně sexuálním cítění či osobách (u Krafft-Ebinga), slovo homoerotika prosazoval místo homosexuality Ferenczi (1914) apod.
Zhruba od 3. čtvrtiny 19. století do 3. čtvrtiny 20. století byla homosexualita uváděna v odborných monografiích a později v systematických klasifikacích jako jedna z duševních poruch. Počínaje rokem 1973 však nejvýznamnější americké a následně světové, evropské i asijské psychiatrické organizace na základě změny společenské situace a vědeckých výzkumů od tohoto pojetí postupně ustoupily a homosexualita začala být uváděna jako jedna ze standardních podob sexuální orientace.
Již od vzniku pojmu existovala vedle sebe různá pojetí příčin vzniku homosexuality, od hypotéz předpokládajících plnou genetickou předurčenost přes pojetí přisuzující rozhodující vliv nitroděložnímu vývoji nebo rodinným podmínkám a výchovným vlivům. Sexuální orientace se v podstatě jeví jako biologická, předurčená komplexní souhrou genetických faktorů a raného děložního prostředí, a proto není osobní volbou. Neexistuje žádný přesvědčivý důkaz na podporu tvrzení, že rané dětské zkušenosti, výchova, sexuální zneužití, trauma nebo jiné závažné životní události a jakékoliv sociální prostředí po narození ovlivňují sexuální orientaci. Údajně takové názory pramení z nesprávných informací a předsudků.
Existovaly i pokusy a konverzní metody usilující o změnu sexuální orientace. Mnohé studie dokládají rizikovost a nefunkčnost těchto metod.
Slovem homosexualita bývá v přeneseném významu označováno i takzvané homosexuální chování ve smyslu projevu vztahů (namlouvání apod.) nebo soužití mezi osobami stejného pohlaví, včetně užšího pojetí jako pohlavního styku těchto osob, a homosexuální identita jako označení nebo sebepojetí nějakého člověka za homosexuálního, obvykle ve smyslu nositele homosexuální orientace.

## Obecně k pojmu

### Projevy a typy homosexuality

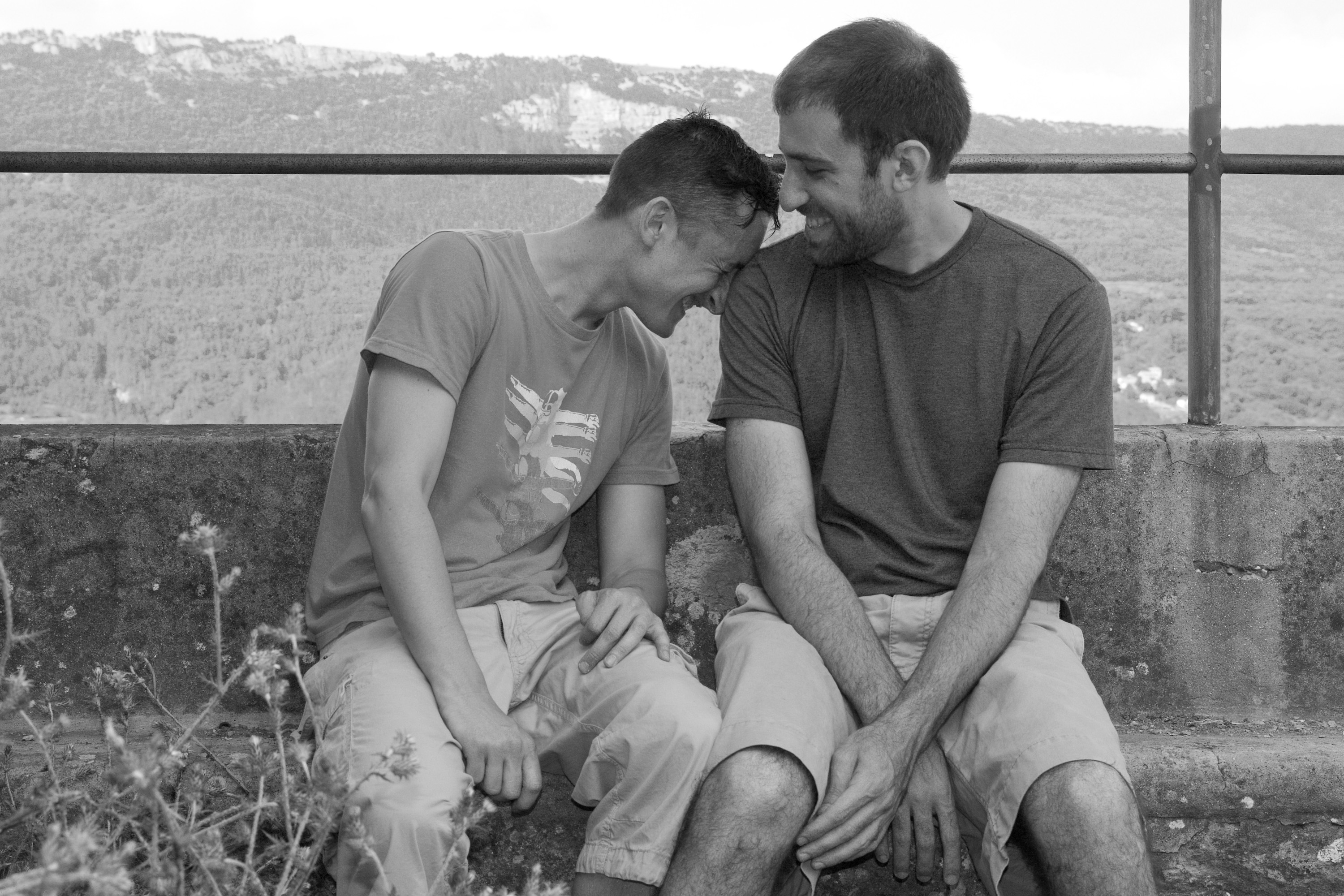
Mužský pár

Homosexuální orientace se obvykle projevuje celoživotně v citové a často i vztahové rovině. Bývá spojeno se schopností vytvářet plnohodnotný citový vztah s osobou téhož pohlaví, jenž je ve všech základních psychologických aspektech ekvivalentní heterosexuálnímu vztahu. Podle některých koncepcí je homosexuální reaktivita v různé menší či větší míře vlastní většině lidí, třebaže u většiny jako nedominantní vlastnost: může se projevovat například citovou hloubkou v běžných a akceptovaných sociálních vztazích (přátelství, idea mužských spolků atd.).
Homosexualita se zpravidla projevuje citovou náklonností, intenzivnějším prožíváním nebo potřebou citově významných vztahů k osobám stejného pohlaví, schopností se do nich zamilovat, typicky i přiznanou nebo nepřiznanou touhou po fyzické blízkosti, případně orgasmických aktivitách ve vztahu k nim. Při falometrickém (PPG) testování sexuality bývá předpokládána specificky vyšší genitální reaktivita ve vztahu k podnětům odpovídajícím sexuální orientaci probanda, a ačkoliv falografické diagnostické metody nejsou zcela spolehlivé a jsou značně závislé na interpretaci měření, výzkumná a diagnostická praxe korelaci mezi sexuální orientací a naměřenou specifickou reaktivitou potvrzuje.
Z obvyklé definice homosexuality vyplývá, že homosexuální reaktivita, je-li nedominantní vlastností vedle silnější heterosexuální reaktivity, pod pojem homosexuality nespadá.
Nejběžnějšími typy homosexuality jsou mužská androfilie a ženská gynekofilie (gynofilie). V teoretickém modelu, který rozlišuje pouze dvě sexuální orientace, bývají pod pojem homosexuality zařazována i pedofilní erotická zaměření na osoby stejného pohlaví.

### Homosexuální chování
Slovo homosexualita je často používáno ve významu, pro tzv. homosexuální chování – například je-li řeč o „trestnosti homosexuality“. Jako homosexuální chování se obvykle označuje orgasmická aktivita mezi příslušníky stejného pohlaví, a to zpravidla bez ohledu na to, zda je projevem homosexuality jako orientace. Flagrantním příkladem je zástupná homosexualita, vyskytující se příležitostně ve věznicích či jiných stejnopohlavních společnostech. Osoby, které navážou takovýto „zástupný“ homoerotický vztah, se při první příležitosti (například při propuštění na svobodu) vracejí zpět ke své biologicky determinované sexuální orientaci. Dalším motivem pro takové jednání může být finanční prospěch (např. účinkování v pornografickém filmu) a jiné.

### Homosexuální identita

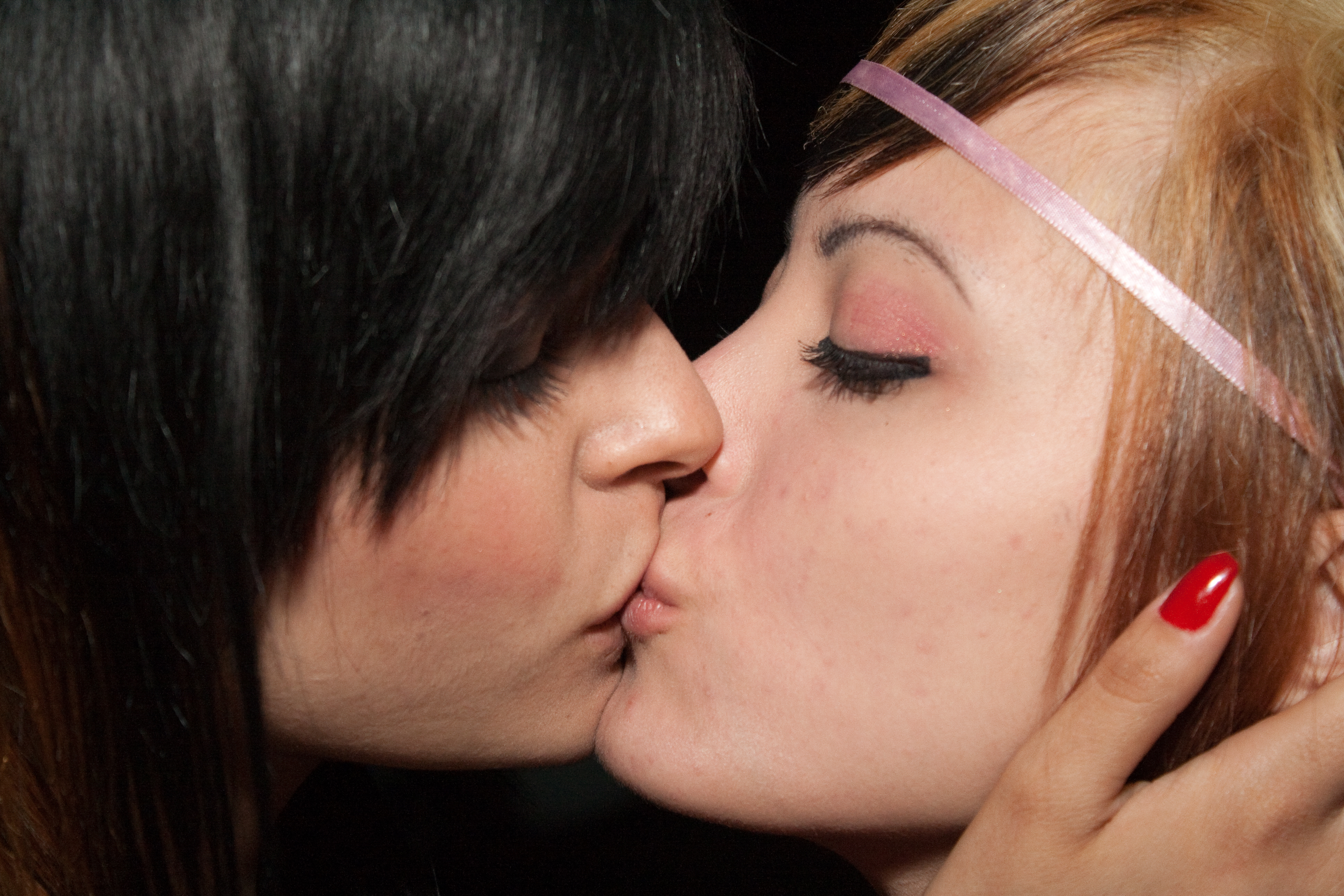
Líbající se dívky

Pojem homosexualita bývá vnímán též jako homosexuální identita, tedy v souvislosti s tím, že dotčená osoba se k tomuto pojmu (konstruktu) buď sama přihlásí, nebo je jím ocejchována jakožto odlišná od většiny či od normy a jsou jí tím přiřazeny prezentační stereotypy (konotace), které jsou na pojem navázány. V tomto smyslu homosexualita není vrozená, ale historicky a kulturně podmíněná. Za jiných okolností jsou tytéž psychické dispozice interpretovány v jiných pojmech a kontextech, v důsledku čehož se projevují jiným chováním a jinými společenskými interakcemi.

### Původ a užívání označení pro homosexualitu
První použití slova homosexuál (resp. homosexualisté, tedy „die Homosexualisten“) je doloženo v dopise, který psal rakousko-uherský spisovatel, žurnalista a aktivista maďarské národnosti Karl Maria Kertbeny (psán též Károly Mária Kertbeny, do roku 1847 Karl Maria Benkert) 6. května 1868 frískému publicistovi, absolventu studií teologie, práva a dějin, Karlu Heinrichu Ulrichsovi, který byl v roce 1854 stíhán kvůli svým „protipřirozeným“ kontaktům a již v roce 1864 pojmenoval homosexualitu jako uranismus. Veřejně použil termín poprvé Kertbeny v roce 1869 ve dvojici v Lipsku anonymně zveřejněných traktátů proti soudobé pruské legislativě. Kertbeny však ve svých textech střídal různé tvary, zejména adjektivní tvar „homosexual“, výraz homosexualismus bez významového rozlišení střídal s termínem Homosexualität. Výraz homosexualita převzali Gustav Jäger (Die Entdeckung der Seele, 1878), Richard von Krafft-Ebing (2. vydání Psychopathia sexualis, 1887) a Magnus Hirschfeld (např. Jahrbuch für sexuelle Zwischenstufen, 1900).
Vlivem nejednoznačnosti pojmu sexualita slovo homosexuální vyvolává představu genitálních a orgasmických aktivit, proto se ho někteří zdráhají užít v některých významech, mimoto je někdy pociťováno jako příliš lékařské a odlidšťující. Různí autoři používají též pojmy jako homofilie, homosocialita, homoerotika.
Sigmund Freud používal kromě termínu homosexualita též pojem inverse (a homosexuály nazýval invertovanými). V pojmu inverze homosexualita částečně splývala s transsexualitou či hermafroditismem, vedle toho Freud používal termín perverze pro označení jiných modifikací sexuality.
V angličtině se vžilo slovo gay (výslovnost [ɡeɪ]IPA), jehož původní význam je veselý, bezstarostný, jásavý.
Slovo gay obvykle označuje jen homosexuální muže, slovo homosexuál/homosexuální sice může zahrnovat obojí pohlaví, častěji se však rovněž užívá jen pro muže. Pro označení žen homosexuální orientace se běžně užívá slovo lesba či zdrobněle lesbička a přídavné jméno lesbický. Toto označení souvisí se starověkou řeckou básnířkou Sapfó, která žila v 6. stol. př. n. l. na ostrově Lesbos; v některých jejích básních se objevuje opěvování ženského těla a přátelství mezi ženami. Sapfó byla učitelkou vychovávající především šlechtické dívky, zda byla sama homosexuálního zaměření, není jisté (ukončila život z nešťastné lásky k muži).
V předmoderních dobách, zejména ve středověku a raném novověku, se pro označení homosexuálně se projevujících osob užívalo slovo sodomita, pro pohlavní styk mezi muži sodomie. Tento termín však často označoval i jiné zakázané pohlavní aktivity, například soulož se zvířetem nebo nedovolené formy heterosexuálního pohlavního styku.
Čeština obsahuje několik vulgarismů označujících homosexuály, mj. teplouš, buzerant, bukvice. Některé z těchto termínů mohou být použity (například uvnitř homosexuální komunity) i bez pejorativního vyznění. Např. slovo buzerant se do češtiny dostalo přes němčinu ze severoitalského buzarada (sodomita), které vzniklo z pozdnělatinského bugeru (pův. bulgaru). Původně označovalo příslušníka hnutí bogomilů, které vzniklo v Bulharsku (na Západě z něj vycházeli albigenští). Přenesení významu vycházelo z dobových představ, které kacířství spojovaly s různými sexuálními nevázanostmi. Sloveso buzerovat, jehož význam je posunut opět do nesexuálního významu, je pravděpodobně novější.
V němčině se užívá kromě slangového slova „der Gay“ často neutrální označení „der Schwule“, vzniklé z hanlivého „die Schwuchtel“. Regionálně užívané sloveso „schwuchteln“ znamenalo původně „poskakovat, tančit“. Spíše hanlivým slovem „die Tunte“ se označují zženštilí homosexuálové.

## Biologie a psychologie homosexuality

### Původ lidské homosexuality
O přesných příčinách sexuální orientace, ať už heterosexuální, bisexuální, či homosexuální, nepanuje vědecká shoda. Řada výzkumů se zabývala možnými vlivy genetickými, hormonálními, vývojovými, sociálními či kulturními. Zatím se však žádný faktor nebo faktory nepotvrdily jako rozhodující, obvykle se projevuje komplexní působení více faktorů a většina lidí má jen minimální či pražádný pocit volby svojí orientace.

#### Genetické vlivy
S rozvojem genetiky po objevu DNA vznikla genetická teorie homosexuality. Této teorii nasvědčuje výzkum (1993) amerického molekulárního genetika Deana Hamera, který popsal, že oblast q28 na chromozomu X s homosexualitou silně souvisí. Pozdější výzkumy však tuto souvislost nepotvrdily a poukazují na agregované genetické vlivy zahrnující mnoho dalších rysů.
V roce 2004 zjistil Camperio Ciani, že ženy, které jsou pokrevně spřízněny s homosexuálními muži, mají více potomků než ženy, které homosexuální muže v příbuzenstvu nemají. Rozdíl v plodnosti byl nezanedbatelný. Matky homosexuálních mužů porodily za život v průměru 2,7 dítěte. Matky heterosexuálních mužů přivedly na svět v průměru jen 2,3 dítěte. Tuto skutečnost vysvětlují italští vědci tím, že tentýž gen zřejmě vyvolává u mužů i žen identický efekt: zvýšenou sexuální přitažlivost muži.
Statistickou souvislostí výskytu homosexuality s genetickou příbuzností se zabýval výzkum amerického psychologa Michaela Baileyho a psychiatra Richarda Pillarda, který publikovali v prosinci 1991 pod názvem „Genetická studie mužské sexuální orientace“. Studie se zabývala výskytem homosexuality u dvojčat a adoptivních sourozenců, kde alespoň jeden ze sourozenců byl homosexuál. Ve svém výzkumném vzorku zjistili, že pokud jedno z jednovaječných dvojčat bylo homosexuální, s pravděpodobností 52 % bylo druhé rovněž homosexuální (29 z 56 případů), u dvojvaječných dvojčat byla shoda ve 22 % (12 z 54 případů), u biologických sourozenců (ne dvojčat) 9 % (13 ze 142), u adoptivních bratrů 11 % (6 z 57) a dále to, že bratři matek homosexuálních mužů byli třikrát častěji homosexuální než bratři jejich otců. Autoři z uvedené statistiky vyvodili závěr, že tyto rozdíly nasvědčují genetické příčině homosexuality. K podobným číslům (48 %, 16 % a 6 %) došli v roce 1993 i při zkoumání ženského vzorku populace stejnou metodou.
David Gelman založil kritiku Bailey-Pillardovy teorie na tom, že jednovaječná dvojčata mají identickou genetickou výbavu, a proto je evidentní, že zde musí být jiný než genetický vliv. Richard Cohen považoval za metodický nedostatek to, že zkoumaný vzorek byl složen z dobrovolníků nalezených prostřednictvím inzerátu v homosexuálních časopisech a nikoliv v běžném tisku. Výzkum Niklase Långströma provedený na 7 600 jednovaječných dvojčatech spíše potvrdil genetické dispozice vzniku homosexuality u 18–39 % a vliv „specifického prostředí“ u 61–66 %. Specifickým prostředím se rozumí okolnosti vývoje a porodu, traumata atd.

#### Hormonální vlivy
Na počátku 20. století se objevila hormonální teorie, podle níž je budoucí sexuální orientace jedince dána působením různě vysoké hladiny pohlavních hormonů na zárodek, podobně jako hormony určují pohlaví vznikajícího jedince. Teorie se dělí podle toho, kterým hormonům účinek připisují a zda za příčinu hormonálního stavu považují genetickou dispozici plodu, nebo některé vnější faktory, například hormonální a psychický stav matky. Německý endokrinolog Günter Dörner ve výzkumech ze 70. let 20. století zjistil, že po podání samčích hormonů kryse v určitém období březosti se část narozených samiček chovala homosexuálně, po podání samičích hormonů ve stejném období se homosexuálně chovala část narozených samečků. Dörnerovi, který se domníval, že objevil příčiny vzniku lidské homosexuality, se namítalo, že nelze mechanicky přenášet zjištění o zvířatech na lidi, že jeho výzkumy nevypovídají nic o prožívání sexuality a že nevylučují genetický vliv na hormonální pochody.
Vliv hormonů také stojí v pozadí rozšířené teorie (hypotéza mateřské imunosenzitivity, autorem Ray Blanchard), podle níž s každým dalším dítětem mužského pohlaví vzrůstá pravděpodobnost porození homosexuálního potomka a statisticky nejpravděpodobnější je, že homosexuální bude nejmladší z bratrů (2 % u prvního bratra, 3 % u druhého, 5 % u třetího). Mnoho dalších průzkumů tento trend potvrdilo .

#### Vývojové, sociální a kulturní vlivy
Podle Americké akademie pediatrů sexuální orientace pravděpodobně není určena na základě rané dětské zkušenosti, výchovou, sexuálním zneužitím nebo jinou závažnou životní události, ale patrně je dána souhrnem biologických, hormonálních a environmentálních vlivů.
Endokrionologové Garcia-Falgueras a Swaab ve své studii publikované v roce 2010 zjistili, že „mozek plodu se vyvíjí během intrauterinového období v případě muže skrze přímým působením testosteronu na vyvíjené nervové buňky nebo v případě ženy skrze absence nárůstu tohoto hormonu. Tímto způsobem jsou naše genderová identita (přesvědčení náležitosti k mužskému nebo ženskému pohlaví) a sexuální orientace naprogramovány či organizovány do struktur našeho mozku, když jsme ještě v děloze. Neexistuje žádný náznak, že by genderovou identitu nebo sexuální orientaci ovlivňovalo sociální prostředí po narození.“
Daryl J. Bem vytvořil teorii sexuální přitažlivosti známou také jako „exotic becomes erotic“ (exotické se stává erotickým). Ve své teorii pracuje s konceptem genderových rolí a jejich souladu. Jedná se o teorii, která říká, že to, co je nám cizí, je pro nás sexuálně přitažlivější. Vyrůstá-li tedy chlapec v dívčím kolektivu a věnuje se dívčím aktivitám, je pro něj exotický svět ten mužský a v pubertě pak tato exotika přejde ve vzrušení (erotiku). Stejné je to také u dívek. To potvrzují i data z výzkumů v San Franciscu (1 500 respondentů), která uvádí, že 71 % gayů a 70 % leseb se v dětství cítili odlišně od svých stejnopohlavních vrstevníků. 
Morten Frisch a Anders Hviid provedli Národní kohortovou studii z Dánska v roce 2006. Zaměřili se na všechny Dány (2 miliony respondentů) ve věku 18-49 let za účelem zjištění, jaký vliv mají zkušenosti z dětství na to, zda se člověk jako dospělý rozhodne pro manželství nebo pro homosexuální partnerství. Na základě své prospektivní analýzy, založené na průzkumu veškerého obyvatelstva, ukázali, že různé zkušenosti z dětství ve vlastní rodině mají důležitý vliv na to, zda člověk později uzavře heterosexuální nebo homosexuální manželství. Např. muži vstoupili do homosexuálního partnerství tehdy, jestliže měli následující zkušenost z dětství: měli rozvedené rodiče, starší matku, chyběl jim otec nebo byli nejmladším dítětem v rodině. 

### Fyziologické znaky korelující s homosexualitou
V roce 1921 se berlínský lékař Arthur Weil v rámci teorie, že psychické vlastnosti se odrážejí na vnějším vzhledu, pokusil najít tělesné charakteristiky homosexuálů. Objevil, že u homosexuálních mužů jsou boky v poměru k ramenům širší. Tyto závěry byly dalšími výzkumy potvrzeny, jinými naopak vyvráceny. V roce 1961 zkoumal stejnou otázku český sexuolog Kurt Freund na skupině homosexuálních a heterosexuálních mužů a nezjistil mezi nimi podstatné rozdíly s výjimkou většího penisu u homosexuálů. Nález byl však shledán jako metodická chyba. V roce 2000 trojice kanadských vědců prokázala, že u gayů a lesbiček se častěji vyskytuje levorukost. K témuž závěru došli psychologové Richard A. Lippa a Ray Blanchard při online testu stanice BBC (13% proti 11% v heterosexuální populaci). Americký neurolog Simon LeVay prováděl průzkum, který neodhalil tělesné rozdíly mezi heterosexuály a homosexuály. Americký biolog Terrance Williams v roce 2000 zjistil, že homosexuální muži mají delší prsteníček oproti ukazováčku než heterosexuální muži.
V roce 2017 vytvořil tým ze Stanfordovy univerzity počítačový program na bázi umělé inteligence, který na základě fotografií tváří rozpoznal homosexuální muže s úspěšností až 91 % a homosexuální ženy s úspěšností až 84 %. Kromě ovlivnitelných znaků, jako je např. účes, program bral do úvahy i velikost brady, délku nosu nebo výšku čela.

### Rozšíření v lidské populaci
Metodologické podložení výzkumu o zastoupení homosexuality v lidské společnosti je problematické. Výzkumy obvykle mohou podchytit výskyt určitých druhů dílčích fyziologických reakcí, chování nebo sebepojetí, které bývají považovány za příznačné pro homosexualitu. Samotná podstata homosexuality běžné kvantitativní vědě dostupná není.
Je třeba nejprve pro potřeby šetření vymezit homosexualitu (přičemž zpravidla bývá omezena srovnatelnost s výzkumy vycházejícími z jiné definice), je třeba také vzít v potaz nejednoznačný vztah mezi orientací a chováním (přičemž výzkumy mohou zachycovat jen vybrané chování); protože se výzkumy provádějí dotazováním náhodného vzorku populace, roli hraje i ožehavost tématu pro dotázané a v neposlední řadě také jejich sebeuvědomění v oblasti sexuální orientace. Velkou roli také hraje, jak je homosexualita v dané společnosti přijímána. Ze všech těchto příčin plyne, že výsledky průzkumů jsou nejednoznačné, kolísají ve velkém rozmezí od 1 % do 10 % i dále. Vyšší čísla obvykle preferují skupiny a média blízké gay ideologii, nižší čísla skupiny s konzervativními názory. Nejčastěji bývají uváděna 4 %, ikonizovaný údaj z Kinseyových zpráv. Vzhledem ke kulturním rozdílům se obvykle přesnější výzkumy zaměřují na Evropu a Severní Ameriku.

#### Průzkumy sexuální aktivity a identity
První podrobnější výzkum provedl v USA mezi bělošskou populací Alfred Kinsey, výsledky zveřejnil ve dvou zprávách – Sexuální chování muže (z r. 1948) a Sexuální chování ženy (1953). Podle těchto zpráv dosáhlo po dosažení dospělosti 37 % mužů orgasmu s jiným mužem. Kinseyho výzkumy se okamžitě staly předmětem kritiky jak z ideologických, tak z vědeckých pozic.
V roce 2003 provedlo v USA Národní středisko pro výzkum mínění výzkum, podle nějž 4,9 % amerických mužů mělo po 18. roce věku mužského sexuálního partnera, méně než 1 % však mělo výhradně homosexuální styky.
Počítačový dotazník mezi dospívajícími muži ve věku 15–19 let v USA ukázal 5,5 % sexuální aktivity s partnerem téhož pohlaví. Podobné číslo (4,9 %) vykázal průzkum v Nizozemsku, pokud se však připouštěla volnější hlediska (např. kontakt rukama), číslo vzrostlo na 13,4 %.
V roce 1998 se uskutečnil výzkum v Kanadě (Christopher Bagley a Pierre Tremblay), v němž se za homosexuála v nějakém stupni označilo 15,3 % mužů, za výhradně homosexuální 5,9 %.
Národní průzkum zdraví a sociálního života v r. 1992 oznámil výskyt mužské homosexuality v populaci nad 18 let v USA v hodnotě 4,9 %.
V roce 1993 oznámil Institut Alana Guttmachera, že v jeho výzkumu udalo od 1,8 do 2,8 % mužů sexuální kontakt s jiným mužem za posledních 10 let.

### Vztah homosexuality ke zneužívání dětí
Sexuální skandály katolických duchovních, jejichž činy se v převážné většině medializovaných případů týkaly dospívajících chlapců, přispěly k diskusím o tom, zda jsou homosexuálové náchylnější ke zneužívání dětí či mladistvých než heterosexuálové. Empirický výzkum dokumentuje, že sexuální orientace osob neovlivňuje pravděpodobnost zneužívání dětí.

### Homosexualita u zvířat

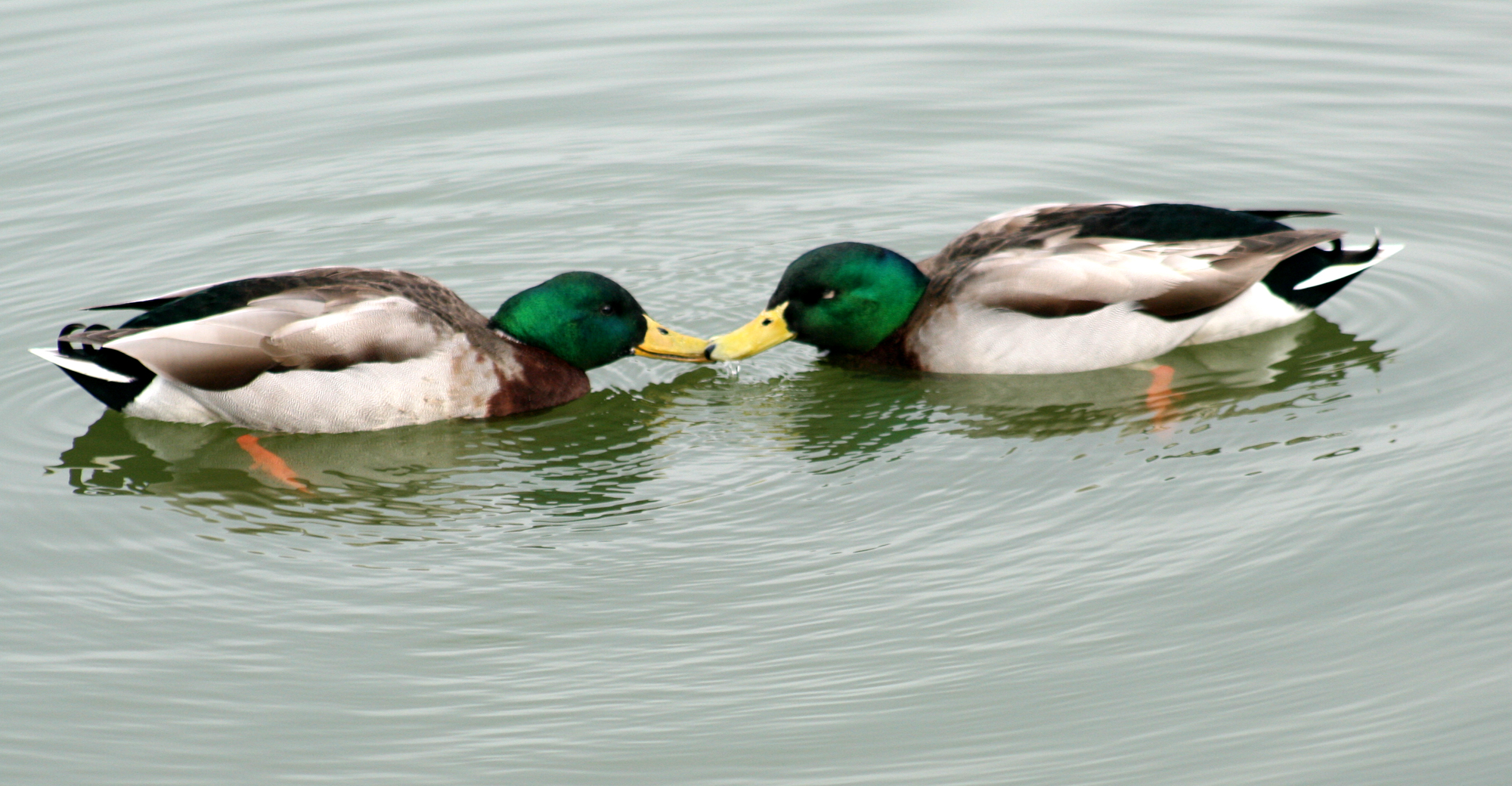
Dva kačeři prokazující si náklonnost

Stejnopohlavní aktivity u zvířat zahrnují například sexuální aktivitu, námluvy, náklonnost, soužití v párech a rodičovství. Takové chování je ojediněle doloženo již z konce 18. století. Výzkumy podrobnější a oproštěné od hodnotících soudů se uskutečňovaly až ke konci 20. století. Výsledky novějších výzkumů shrnul v knize Biological Exuberance (Biologická nevázanost, 1999) kanadský biolog Bruce Bagemihl. Podle něj byl sexuální styk mezi jedinci téhož pohlaví zjištěn u 471 živočišných druhů, nejvíce u savců (167) a ptáků (132), překvapivě hodně u bezobratlých (125).
Zpočátku panovalo přesvědčení, že homosexuální styky u zvířat jsou (podobně jako někdy u lidí) náhražkové v situaci, kdy nemají možnost se pářit s příslušníkem opačného pohlaví (nejprve totiž byly pozorovány u zvířat v zajetí – například v některých zoologických zahradách v Německu Japonsku a USA, v některých oceanáriích). Další výzkum ale ukázal, že tomu tak není – například v hejnech hus divokých se vytvářejí stejnopohlavní páry, i když je dostatek volných partnerů opačného pohlaví. U některých druhů se vytvářejí stabilní páry z jedinců téhož pohlaví – třeba u některých druhů racků se samice spáří se samcem, ale pak ho opustí a o mláďata se stará s jinou samicí. Naopak samčí páry labutí černých se spáří se samicemi a vracejí se k sobě. Každý čtvrtý tučňák projevuje homosexuální sklony. Někteří vědci (například Janet Mannová) takové chování označují za evoluční výhodu, protože zmírňuje vnitrodruhovou agresi v době rozmnožování, při výchově mláďat nebo v jiných citlivých situacích.
U kachen je možno ovlivnit sexuální orientaci vtištěním a vychovat homosexuální kačery. Předpokládá se[kdo?], že u lidí může dojít k podobnému jevu ve věku 4–6 let, pokud dítě rodič opačného pohlaví odmítá nebo není dostatečně identifikován se svým pohlavím.

## Homosexualita v lidské společnosti

### Homosexualita v dějinách

Bůh Sutech, který se neúspěšně pokusil znásilnit Hora.

#### Starověk
V Babylonské říši byla homosexualita odsuzována. Chamurapiho zákoník stanovoval jako trest za homosexuální styk kastraci.
Ve starověkém Egyptě nebyla homosexualita pokládána za společensky pozitivní jev, nicméně byla tolerována. Zdá se, že předmětem přímého odsouzení nebyla homosexualita sama o sobě, ale jen tehdy, byla-li násilná – homosexuální znásilnění muže mužem, o něž se podle nepřímých náznaků pokusil v mytologii bůh Sutech na Horovi: v tomto případě je pokládána za projev moci, neboť Sutech tak zdůvodňuje, proč by měla být královská moc svěřena spíše jemu než Horovi, a bohové „zvracejí hnusem a plivají na Hora“; ten se však toho může zprostit poukazem, že se jej Sutech ve skutečnosti nezmocnil. Podobně tomu je s homosexualitou pedofilní – se stykem muže s nedospělým chlapcem; ten výslovně pokládá za zapovězený Ptahhotepovo naučení a 125. kapitola Knihy mrtvých v rámci tzv. negativní zpovědi. V ostatních případech měli starověcí Egypťané k homosexualitě vztah spíše lhostejný. Známý literární příběh o panovníkovi Pepim II. a jeho generálu Sisenetovi, který přímo hovoří o jejich homosexuálním vztahu, ovšem královo jednání považuje za chlípné a nevhodné. Nelze ale vyloučit, že tento odsuzující postoj má spíše než morální především politický podtext.
V Řecku byla homosexualita široce akceptována a mnohdy dokonce státně podporována. Mít mladého chlapce patřilo k dobrému tónu a bylo to považováno za znak mužnosti. Řecká pederastie znamenala vztah s chlapcem ve věku asi 14–25 let. Pro chlapce nebylo hanbou, ale ctí mít takového staršího přítele, patrona, zvláště jednalo-li se o osobu společensky významnou. (Viz též: Platón: Faidros.)
Thébská svatá družina se skládala výlučně z homosexuálních bojovníků. Ideou jejího vzniku bylo, že bojovníci spojení navzájem milostnými pouty budou bojovat srdnatěji, protože nebojují jen za sebe, ale i za své milence. Po 33 letech existence byl Svatá družina zničena v bitvě u Chaeroneie armádou Makedonců.

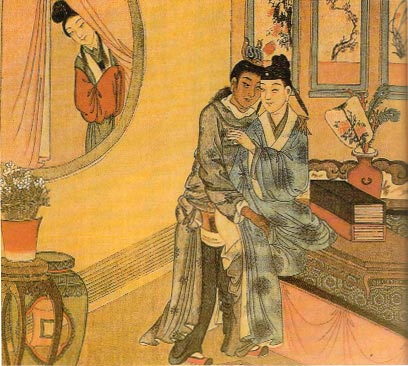
Čínská žena pozoruje dva homosexuální milence.

Homosexuální chování bylo nejrozšířenější v dórských obcích. Sparta je učinila součástí svého vzdělávacího a výcvikového systému, Aristotelés podezříval Kréťany, že ji podporují k omezení porodnosti. V Římě byla situace obdobná, císař Nero dokonce uzavřel s mužem sňatek, láska císaře Hadriána k řeckému mladíkovi jménem Antinoos byla dokonce proměněna ve státní kult. Když se totiž Antinoos při plavbě na Nilu v roce 130 n. l. utopil, Hadrián mu přikázal vztyčit nespočet soch a jako bohu vycházejícího Měsíce mu přikázal sloužit obřady. Na jeho počest nechal přejmenovat (spíše než postavit, jak se také uvádí) ve Středním Egyptě město Antinoupolis. Situace se změnila s nástupem křesťanství.
V Číně byla mravně indiferentní až do pádu dynastie Chan. I poté však byla tolerována umělcům a aristokracii.

#### Přírodní národy
Vztah přírodních národů k homosexualitě zahrnuje celé spektrum možných postojů. Některé národy pěstovaly iniciační homosexualitu, jiné ji trestaly, další podporovaly. Prérijní Indiáni například pěstovali homosexualitu při „pláňovém tanci“, který měl zajistit úspěšný lov bizonů. Indiáni znali a respektovali rovněž transsexualitu, kterou nazývali „Dvojím Duchem“.

#### Pozdní středověk a renesance

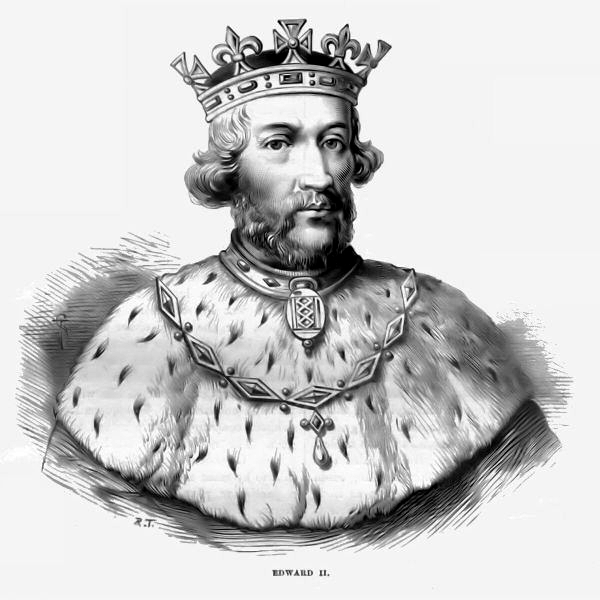
Eduard II. (1284–1327), anglický homosexuální panovník

V období pozdního středověku a renesance byla homosexualita (sodomie, také zvrácená láska) v Evropě společensky odsuzována a trestná. To však nebránilo především aristokracii, aby se jí věnovala.
Dantova Božská komedie, resp. její část Peklo, zahrnuje mnoho jmen Dantových současníků, sodomitů.
Homosexuálové možná byli i významní umělci, jako Leonardo da Vinci, Michelangelo Buonarotti, nebo Caravaggio. Leonardo byl sice v roce 1476 na základě anonymního udání vyšetřován pro poměr se sedmnáctiletým modelem Jacopo Saltarellim, ale vyšetřování bylo ukončeno po dvou měsících bez dalších následků pro jeho život a kariéru, třebaže byl po celý život v hledáčku Ufficiali di notte e conservatori dell'onestà dei monasteri, jakési florentské mravnostní policie. O Caravaggiově lásce k jeho modelu Ranucciovi Thomassonimu vypráví například oblíbený film Dereka Jarmana Caravaggio. Caravaggio svého milence (snad neúmyslně) zabil 25. května 1606. Michelangelo dedikoval Thomassovi dei Cavalierimu mj. velké množství milostných básní, z kterých se usuzuje, že byl homosexuál.
O skutečný rozruch se postaral papež Julius III. (1550–1555) vztahem se svým adoptivním „synovcem“ Innocenzo Ciocchi Del Monte. Pozdější papež sebral tohoto negramotného hocha z ulic Parmy, když mu bylo třináct, nebo čtrnáct let. Jako sedmnáctiletého jej jmenoval do úřadu cardinalis nepos mezi nejmocnější muže tehdejšího světa. Dobové satiry nazývaly sedmnáctiletého kardinála Ganymédés, což bylo běžné renesanční označení pro homosexuála, a benátský vyslanec hlásil, že Innocenzo sdílí s papežem ložnici i lože. Protestanti využili do očí bijícího skandálu k rozsáhlému útoku na instituci papežství.
Pro Aztéky byla homosexualita vnímána jako porušení normy a tvrdě trestána napíchnutím na kůl či vytržením vnitřností přes anální otvor.

#### Historie represe

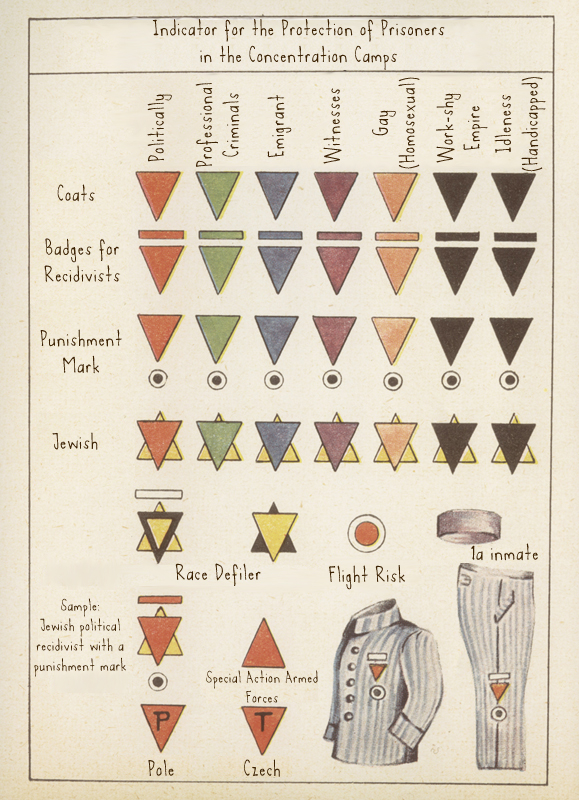
Růžový trojúhelník, označení homosexuálních mužů v nacistických koncentračních táborech

Rostoucí vliv křesťanství přinesl dramatickou změnu postoje už ve starověku. Theodosiův kodex (kolem 429 n. l.) postavil mimo zákon stejnopohlavní svazky., prohlásil homosexuální sex za nezákonný a ty, kdo se jím provinili, odsoudil k trestu smrti upálením. Křesťanský císař Justinián učinil homosexuály zodpovědnými za hladomory, zemětřesení a mor.
Britský Buggery Act z roku 1533 stanovil: "Ti, kteří obcují se Židy nebo Židovkami, ti, kteří souloží se zvířaty, a sodomité, budou zaživa upáleni po řádném přezkoumání, že byli přistiženi při činu a veřejně usvědčeni."
Až konec 19. a především první polovina 20. století přináší skutečně systematické represe spojené především s diktaturami Franca, Hitlera a Mussoliniho, i když spíše ojedinělé případy se odehrály i ve Velké Británii a USA ještě v padesátých letech 20. století (Thomas Mann, Alan Turing). Paralelně s tím, s poklesem vlivu křesťanství, rozvojem sexuologie jako zcela nové vědy a růstem životní úrovně Západu však sílí emancipační homosexuální hnutí.

#### Medicinalizace homosexuality
Přinejmenším od roku 1883, kdy ji Emil Kraepelin uvedl v klasifikaci duševních nemocí mezi „stavy psychické oslabenosti“, se homosexualita objevovala v různých odborných klasifikacích jako nemoc či porucha.
Americká psychiatrická asociace v roce 1952 zařadila homosexualitu v prvním vydání Diagnostické a statistického manuálu duševních poruch (DSM) mezi sociopatické poruchy a v druhém vydání z roku 1968 mezi sexuální deviace. Následný výzkum neposkytl žádný empirický nebo vědecký základ pro považování homosexuality za poruchu nebo abnormalitu namísto normální a zdravé sexuální orientace. Po nahromadění výsledků takových výzkumů odborníci na lékařství, duševní zdraví a behaviorální a sociální vědy dosáhli shody na tom, že bylo chybné klasifikovat homosexualitu jako duševní poruchu a že klasifikace DSM reflektovala nevyzkoušené domněnky založené na kdysi převažujících sociálních normách a dojmech z klinické praxe od nereprezentativních vzorků složených z pacientů hledajících terapii a jednotlivců ve vězení. V roce 1973 Americká psychiatrická asociace na základě empirických důkazů vědeckých výzkumů schválila odebrání homosexuality z diagnostického a statistického manuálu (DSM-II) a postavila se proti veřejné i soukromé diskriminaci homosexuálů a pro přijetí zákonů podporujících občanská práva. V letech 1980–1987 byla v DSM-III mezi poruchy výslovně řazena egodystonní homosexualita, ale i ta byla z DSM-IV vypuštěna.
V roce 1992 nezařadila Světová zdravotnická organizace homosexualitu do nové, 10. revize Mezinárodní klasifikace nemocí. Podobný posun postoje provedly v následujících letech psychiatrické asociace či odborné státní orgány některých významných evropských a asijských států, například v roce 1994 Japonská společnost psychiatrů a neurologů a v roce 2001 Čínská organizace psychiatrů na základě svého pětiletého výzkumu.
Americká asociace psychologů upozorňuje na dlouhodobou shodu behaviorálních a sociálních věd i odborných profesí na tom, že homosexualita je normální a pozitivní varianta sexuální orientace, staví se proti dezinterpretaci vědeckých výzkumů a podporuje prezentaci přesných vědeckých a odborných informací o sexuální orientaci pro čelení předsudkům vycházejícím z nedostatečné znalosti.. Odepření civilního manželství včetně vytvoření právních statusů jako je registrované partnerství, stigmatizuje stejnopohlavní partnerství, udržuje stigma historicky spjaté s homosexualitou a posiluje předsudky proti lesbám, gayům a bisexuálům.

#### Homofobie a předsudky

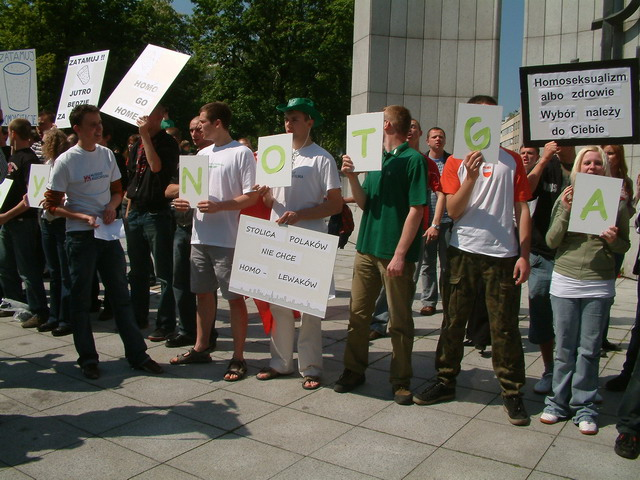
Protest proti homosexualitě v tradičně katolickém Polsku

Podle prof. Hereka označuje termín „předsudky vůči sexuální orientaci“ negativní postoje a na rozdíl od pojmu homofobie neobsahuje žádné předpoklady o základních motivech těchto postojů, vytyčuje studium postojů vůči sexuální orientaci v rámci širšího kontextu sociálního psychologického výzkumu předsudků a vyhýbá se hodnotovým soudům o takových postojích.
Homofobie je pojem, kterým se označuje strach z osob s homosexuální orientaci, odpor nebo apriorní nedůvěra k nim, nebo jejich diskriminace.

#### Moderní homosexuální hnutí v datech
- 1791: Francie jako první země moderního západního světa[92] dekriminalizuje homosexuální pohlavní styk.
- 1897: Magnus Hirschfeld zakládá v Německu Scientific-Humanitarian Committee, první organizaci bojující za práva homosexuálů (pod manifestem se podepisují mj. Albert Einstein, Hermann Hesse, Thomas Mann, Rainer Maria Rilke, a Lev Tolstoj).
- 1910: Anarchistka Emma Goldman veřejně vyslovuje podporu homosexuálům.
- 1924: Vzniká první americká organizace bojující za práva gayů a lesbických žen – The Society for Human Rights.
- 1932: Polsko dekriminalizuje pohlavní styk mezi osobami stejného pohlaví.
- 1961: Pohlavní styk mezi osobami stejného pohlaví je dekriminalizován v Československu.
- 1969: Stonewallské nepokoje v USA jsou někdy považovány za počátek moderního LGBT hnutí.
- 1970–1973: Příznivci homosexuálního hnutí v USA vedou kampaň proti označování homosexuality za nemoc a jejímu léčení a za její vyškrtnutí z diagnostického a klasifikačního manuálu[93][94][95][96][97]

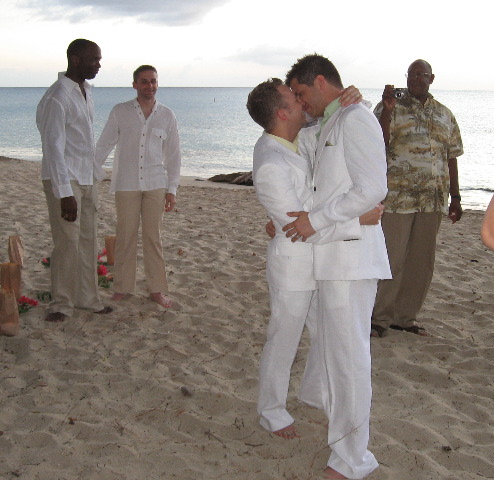
Sňatek osob stejného pohlaví ve Spojených státech amerických

- 1973: Dozorčí rada Americké psychiatrické asociace na základě tlaku ze strany části veřejnosti a s odvoláním na závěry vědeckých výzkumů[2][81][82][83][98] mimo běžnou revizi schvaluje odebrání homosexuality z diagnostického a statistického manuálu (DSM-II) a staví se proti veřejné i soukromé diskriminaci homosexuálů a pro přijetí zákonů podporujících občanská práva.[84]
- 1974: Členové Americké psychiatrické asociace v referendu schvalují rozhodnutí dozorčí rady odebírající homosexualitu z diagnostického a statistického manuálu (DSM-II).
- 1975: Americká psychologická asociace ve své rezoluci vyjadřuje souhlas a podporu Americké psychiatrické asociaci a usiluje o to, aby všichni odborníci na duševní zdraví pomohli vymýtit stigma duševní poruchy spjaté s homosexuální orientací.[99]
- 1991: Americká asociace psychoanalytiků se ve své rezoluci staví proti veřejné i soukromé diskriminaci homosexuálů.[2]
- 1993: Světová zdravotnická organizace odebírá homosexualitu ze svého seznamu poruch.
- 1995: Japonská společnost psychiatrů a neurologů odebírá homosexualitu ze svého seznamu poruch.
- 2001: Čínská psychiatrická asociace odebírá homosexualitu ze svého seznamu poruch.

#### Výchova dětí

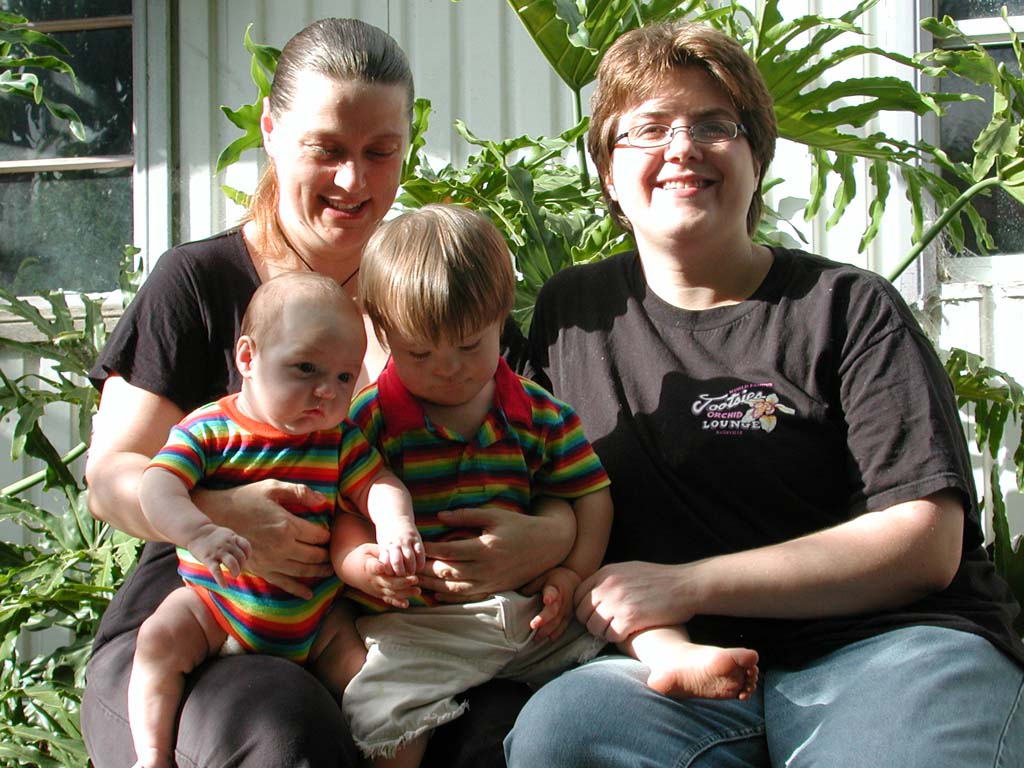
Lesbický pár s dětmi

Mnoho dětí vychovávají lesby nebo gayové jak v rámci stejnopohlavního páru tak jako svobodní rodiče. Možnost adopce dětí homosexuálními páry nebo jejich členy a výchova dětí stejnopohlavními páry (homoparentalita) je předmětem společenských i politických diskusí a odborných studií. Ačkoliv se někdy v politických debatách a laickém diskurzu objevují tvrzení, že heterosexuální páry jsou přirozeně lepšími rodiči než stejnopohlavní páry nebo že děti leseb či gayů si vedou hůře než děti vychovávané heterosexuálními rodiči, tato tvrzení nemají žádnou oporu ve vědecké literatuře.

### Homosexualita a náboženství
Vztah náboženství k homosexuálnímu jednání se různí a jednota nepanuje ani uvnitř velkých skupin náboženství, jako například v křesťanství, kde jednotlivé denominace zaujímají různé postoje. Od příkře odmítavých Apoštolská církev, Jednota bratrská nebo Římskokatolická církev, až po tolerantní, gay friendly postoje, například Starokatolická církev, švédští luteráni, část metodistů, nebo Českobratrská církev evangelická, jejíž farářka Simona Tesařová udělila homosexuálnímu páru jako první v Česku církevní požehnání.(Viz též: Logos.) Ostatní abrahámovská náboženství (islám a judaismus) se vesměs staví k homosexualitě silně odmítavě. Například katolický arcibiskup rižský kardinál Janis Pujats prohlásil, že „Homosexualita není sexuální orientace, ale sexuální perverze“..

Trest smrti za homosexuální styk hrozí v Saúdské Arábii, Kataru, Íránu, Afghánistánu, Jemenu, Mauritánii, Somálsku, Súdánu, Nigérii a v SAE.
Hrozí trest smrti

V mnoha muslimských zemích (např. Saúdská Arábie, Írán) je homosexuální styk postihován trestem smrti.

### Homosexualita a nemoci
Americké Středisko pro kontrolu nemocí a prevenci uvedlo, že mezi mužskými homosexuály se vyskytuje výrazně častěji syfilis, kapavka, hepatitida B a HIV/AIDS nežli v běžně populaci.
Ladislav Machala z AIDS centra Fakultní nemocnice Bulovka v roce 2014 kritizoval nedostatečnou osvětu proti šíření AIDS a uvedl, že nejrizikovější skupinou nových pacientů s nákazou virem HIV a současně kapavkou nebo syfilitidou jsou mladí gayové s promiskuitním chováním, kteří se v posledních deseti letech stali prototypem pacienta.
Anglický národní průzkum mezi lety 2009 a 2010 ukázal, že homosexuálové mají chatrnější duševní zdraví a horší zkušenosti s lékařskou péčí než heterosexuálové. Dlouhodobý psychologický nebo emocionální problém signalizovalo 5,2% heterosexuálů mužů, ale 10,9% u gayů a 15,0% u bisexuálních mužů a 6,0% u heterosexuálů žen, ale 12,3% u leseb a 18,8% u bisexuálních žen.

### Homosexualita v umění
Homosexuální vztahy byly inspirací pro vznik významných děl literárních, filosofických i hudebních. Antická literatura obsahuje nespočet příběhů o lásce mezi muži, ať už v písních, milostné poezii, nebo satiře. Nejznámější příběhy najdeme shrnuté v Ovidiových Proměnách, legendární groteskní román Satyricon je příběhem dvojice bývalých studentů zápasících o přízeň milce Gitona.
Největší svod řecké poezie Anthologia Palatina obsahuje kromě jiných knihu (Músa Paidiké) „chlapcomilné“ poezie s 258 epigramy a knihu (Erótika) milostné poezie s 309 epigramy.
Sklonek 19. a 20. století přináší renesanci homoerotického umění v různých oblastech. Mužskou lásku glorifikoval Walt Whitman ve svých Stéblech trávy, homosexualita je leitmotivem díla Thomase Manna, Allena Ginsberga a dalších spisovatelů. Ikonickými postavami gay pride hnutí se stali například italský režisér Pier Paolo Pasolini, výtvarník Andy Warhol, hudebníci Elton John, Freddie Mercury nebo George Michael. Světovou proslulost si vydobyl slovenský homosexuální fotograf Robert Vano.

### Právní podmínky

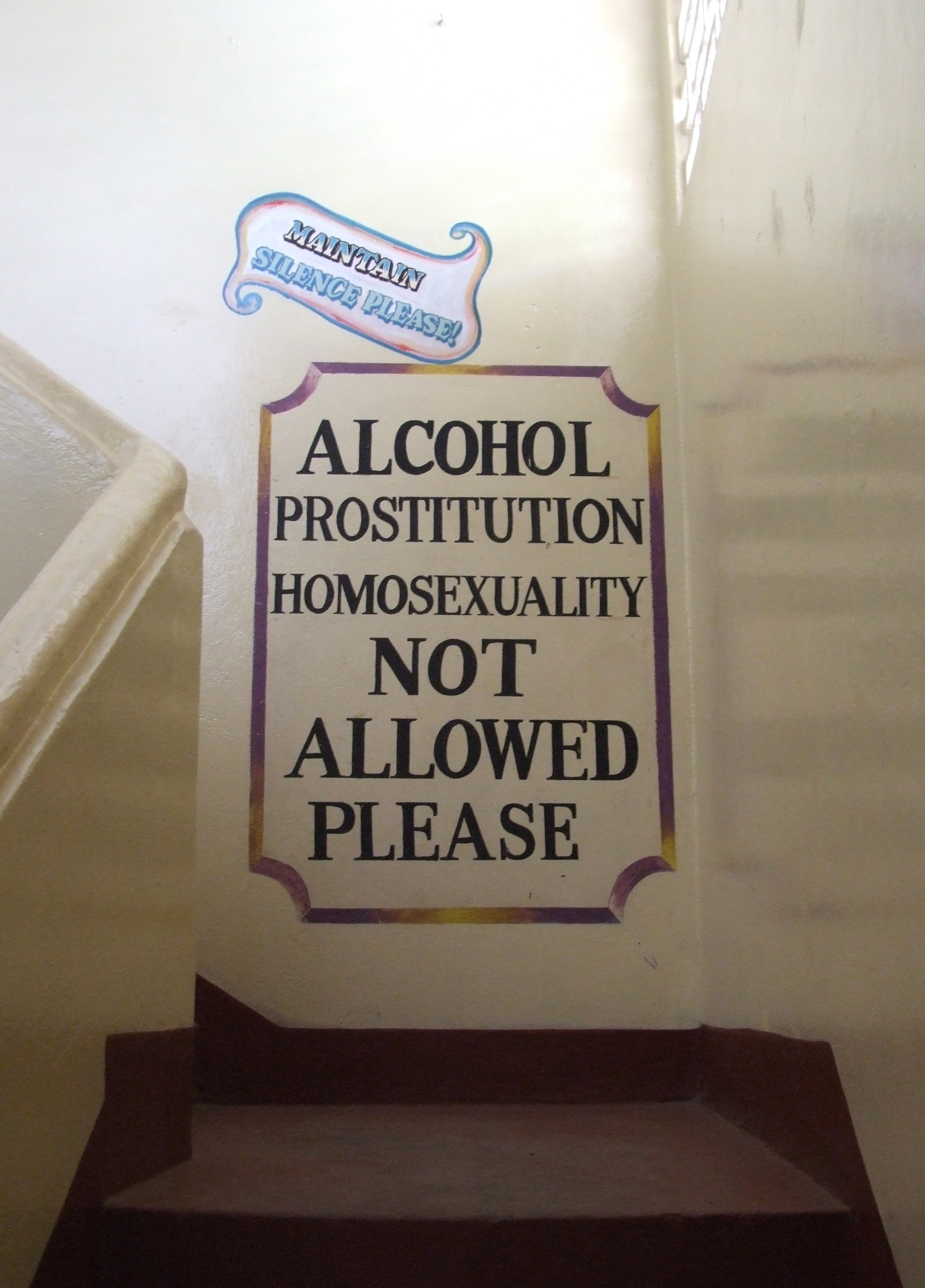
Nápis v penzionu v Keni. Mužský homosexuální styk je v Keni trestným činem, za který hrozí až 14 let vězení.

Homosexualita byla i v zemích s moderním právem ve 20. století trestným činem. Ačkoliv samotná homosexuální orientace bez homosexuálního chování nebývá předmětem stíhání v moderních právních systémech, i některé vyspělé země umožňovaly nebo umožňují znatelnou diskriminaci homosexuálně orientovaných lidí.
Homosexualita je nelegální v 75 zemích světa, především v Asii a Africe, včetně zemí jako Indie a Egypt.

#### Homosexuální orientace
Omezováno bývá například právo na zaměstnání nebo činnosti v oblasti výchovy a školství, armády a bezpečnostních složek, zdravotnictví atd. V Číně údajně homosexuálně orientované osoby nemají právo uzavřít sňatek s osobou opačného pohlaví. Rovněž římskokatolické církevní právo umožňuje anulaci (zneplatnění) sňatku muže se ženou pro relativní impotenci.
Od počátku 80. let řada zemí zejména euroatlantického prostoru postupně přijímá legislativu, která postihuje homofobní zločiny z nenávisti a verbální útoky. V České republice trestní zákoník postihuje „podněcování k nenávisti“, byť v této souvislosti explicitně nezmiňuje sexuální orientaci, lze však aplikovat kategorii „jiná skupina“. V roce 2009 byl přijat tzv. antidiskriminační zákon, který zaručuje právo na rovné zacházení ve vymezených oblastech, zejména zaměstnání, zdravotnictví, sociální zabezpečení, vzdělání ad.

#### Sexuální styk osob stejného pohlaví
V některých státech a společnostech je sexuální styk mezi osobami stejného pohlaví trestný, často pod sankcí nejvyšších trestů, například až trest smrti v některých muslimských státech jako Íránu nebo Nigérii.
V mnoha (všech evropských a většině asijských a amerických) státech na světě se nekladou překážky pro dobrovolný sex mezi nepříbuznými osobami téhož pohlaví, pokud již dosáhli věku ze zákona daného státu dostatečného pro provádění sexuálního styku obecně. Ve Francii byla sodomie vypuštěna z trestního zákoníku v roce 1791, v ostatních zemích započala hlavní vlna odtrestňování po roce 1960.

#### Svazek nebo soužití osob stejného pohlaví
V zemích západní (euroamerické) právní kultury svazky a soužití osob stejného pohlaví spadají pod obecná základní práva a svobody a nejsou státní mocí ani omezována nebo regulována, ani podporována.
Zákony některých zemí uznávají pro páry osob téhož pohlaví obdobnou nebo stejnou právní ochranu, podporu i omezení jako pro manželství. Například okresní soud ve státě Iowa v roce 2007 rozhodl o anulaci části zákona 595 o manželství, ve které je definováno, že pouze manželství muže a ženy je platné. Nejvyšší soud státu Iowa toto rozhodnutí potvrdil 3. dubna 2009
Společenské, tedy neoficiální postoje se však mnohdy liší od postoje deklarovaného nebo uplatňovaného státní mocí.

#### Výchova dětí
Český Zákon o rodině umožňuje osvojení dítěte nebo pěstounskou péči o ně jak manželským párům, tak jednotlivcům za podmínky, že poskytují vhodné výchovné prostředí. Vhodnost prostředí je posuzována individuálně správním řízením a znaleckými posudky, v nichž se mohou projevit společenské názory i lidské kvality osob, které rozhodují.
Zákon o registrovaném partnerství osob stejného pohlaví, přijatý v ČR roku 2006, toto právo výrazně omezil tím, že osvojení dítěte registrovaným partnerem zcela vyloučil bez ohledu na další okolnosti, podobně jako jsou vyloučeny osoby úředně zbavené svéprávnosti. Toto diskriminační ustanovení zrušil v červnu 2016 Ústavní soud.